# كريس فاينستاين
كريس فاينستاين (بالإنجليزية: Chris Feinstein)‏ هو موسيقي أمريكي، ولد في 26 مايو 1967 في ناشفيل في الولايات المتحدة، وتوفي في 14 ديسمبر 2009.

## وصلات خارجية
- كريس فاينستاين على موقع ميوزك برينز (الإنجليزية)
- كريس فاينستاين على موقع ديسكوغز (الإنجليزية)